# 上村合戦
上村合戦（かんむらがっせん）とは、元亀元年（1570年）12月、甲斐と信濃を地盤とする武田氏の軍勢が、徳川氏の本拠地である三河を攻める目的で進軍している途中で、東美濃の恵那郡上村（現在の岐阜県恵那市上矢作町）へ侵入した際に遠山氏と徳川氏の連合軍と衝突した合戦。武田氏方が勝利した。しかしその後織田信長から派遣された明知光廉（三宅長閑斎）の軍勢と小田子村で戦った結果、武田勢は信濃の伊那郡へ撤退した。

## 上村合戦の背景
天文23年（1554年）武田信玄が信濃伊那郡を制圧すると、遠山氏は武田氏に臣従したが、伊那郡の下条信氏も、父の時氏と共に武田氏に臣従した。武田信玄は、遠山氏の領地であった恵那郡上村を下条信氏に与えた。
永禄11年（1568年）徳川氏から人質として松平源三郎（松平康俊）が武田氏に送られたが、元亀元年（1570年）甲州を脱出した。秋山虎繁は松平源三郎を預かっていたため責任を償うために、元亀元年（1570年）12月、3000余騎を率いて東美濃の岩村遠山氏の領地を通って徳川氏の領地の三河へ向かおうとした。
しかし当時奥三河の土豪の山家三方衆は徳川氏の家臣でありながら、武田氏とも密かに内通していた。また、岩村遠山氏当主の遠山景任は武田氏に臣従していたが、この頃は織田信長の年下の叔母のおつやの方を妻に迎えており武田氏と織田氏の両属状態となっていた。
上村合戦には景任が率いる岩村遠山氏は参戦していないが、岩村遠山氏の後継者決定の際に秋山虎繁が武田軍の威力を背景に景任を岩村遠山氏の後継者に就任させたからだと考えられる。

### 上村合戦の推移と結果
遠山氏と東美濃の国衆は、明知城の遠山景行を総大将に苗木城の遠山友勝、飯羽間城の遠山友忠、串原城の遠山右馬助景男・遠山経景、阿木城の遠山某、千旦林城の吉村源蔵、小里城の小里内記、高山城の平井宮内少輔光行、そして徳川氏は山家三方衆・三河衆を派遣して合せて5000人で備えた。
遠山景行(明知)は自身は岩井戸砦に兵800人を入れて指揮を執ることにした。遠山友勝(苗木)と小里内記は阿去砦(漆原城)に兵700人を入れ、遠山右馬助景男(串原)・遠山経景・串原弥左右衛門親春と平井宮内少輔光行等は飯田洞の阿寺砦に兵500人を入れ、遠山友信(飯羽間)・門野角八郎・門野磯之助は、前田砦に兵500人を入れ、奥平定能・貞昌・九八郎は三河の押山砦に、鈴木越後父子・戸田加賀守・河手一之進は三河の三作砦に入って待ち構えた。
武田（秋山）軍は部隊を3つに分け、本隊は根羽村から大桑峠を越えて小笹原を通って前田砦を、残りの二隊は平谷村から阿寺砦を、小田子から阿去砦(漆原城)を、それぞれ目指した。12月28日隘峡の地で、串原遠山氏1000人が武田（秋山）軍の望月勢を攻撃して戦闘が開始した。
初戦で望月勢が引き下がる様子を見せたので、串原勢は機に乗じて攻め立てたが、望月勢は足場の良い場所で踏みとどまり左右両翼に兵を広げて、原・芝山勢の兵は串原勢の両翼を攻撃し、更に望月勢が正面から攻め立てた事により、串原勢は敗北した。
遠山氏の二番手が串原勢に代わって戦おうとしたが、敵勢の攻撃が激しくて悉く崩れたのを見て、総大将の遠山景行は、備えを進めて戦おうとしたが、先駆の秋山勢の500人が景行の背後に出て奇襲を行い、前後から挟撃した。景行は奮戦したものの遠山氏は一族・郎党が悉く敗れ去ったので、5～6名の兵とともに血路を開いて落ち、漆原の山中にて自刃した。最期に槍を地面に突き刺したところ清水が湧き出たので、その水を飲んだという一杯清水という湧水跡があり、傍らに遠山塚と彫られた大きな石碑がある。
また徳川方から派遣されたものの、武田方とも内通していた奥平定能ら山家三方衆と三河衆2500は、遠山氏が惨敗する様子を見て、殆ど戦わずして早く退却し、各々の居城に逃げ入った。

## 両軍の陣容
武田軍
- 武田勢 兵数 2500
  - 秋山虎繁
  - 望月信永
  - 原藤吾昌定
  - 芝山主水且春
  - 松本右京亮長継

遠山・徳川軍
- 美濃勢 兵数 2500
  - 明知遠山氏（明知城）、遠山景行（自刃）、遠山景玄（討死）、門野磯之助氏幸（討死）、門野高四郎繁氏（討死）、門野覚八氏益（討死）、多羅子宮内義正（討死）、小泉義左衛門（討死）、田代弾正（討死）[1]
  - 串原遠山氏（串原城）、遠山右馬助景男（討死）、串原弥左衛門親春（討死）、渡邊新左衛門（討死）、遠山経景、堀勝筑、中垣与八郎
  - 苗木遠山氏（苗木城）、遠山友勝
  - 飯羽間遠山氏（飯羽間城）、遠山友忠
  - 安木遠山氏　（阿木城）、安木遠山三郎左衛門
  - 吉村氏（千旦林城）、吉村源蔵[1]（討死）
  - 小里氏（小里城）、小里光忠（討死）、小里内記[1]（討死）
  - 平井氏（高山城）、平井宮内少輔光行（討死）

『寛永諸家系図伝』によれば、この合戦に参加した遠山荘の遠山氏勢には、遠山景行、小里光次、飯羽間の遠山友信が記されている。
- 山家三方衆・三河衆 兵数 2500
  - 奥平定能（作手城）
  - 奥平信昌九八郎（菱鹿野）[1]
  - 戸田加賀守（名倉寺脇城）[1]
  - 鈴木重直・鈴木信重父子（足助城）[1]
  - 川手良則（武節）[1]
  - 菅沼定忠（田峰城）[1]
  - 菅沼正貞（長篠城）

## 小田子合戦
遠山氏は、岐阜城の織田信長に対し、武田（秋山）勢が美濃に迫ってくることを事前に伝えていたので、信長は明智光廉（三宅長閑斎）と配下の軍勢を送り、12月29日に美濃と三河の国境の村である小田子村（恵那市上矢作町小田子）にて秋山勢と戦った。光廉（長閑斎）は秋山が軍立を知った者であるから、その裏を謀って4～5箇所に伏兵を仕掛けて、火攻めで追い立てたという（『美濃国諸旧記』）。3日間に渡る激戦の末、秋山勢(武田勢)は信濃の伊那郡へ撤退した。

## その他
『甲陽軍鑑』『武田三代軍記』『美濃国諸旧記』は元亀元年説であるが、『明智年譜』『小里家家譜』は、元亀3年説をとっている。